# Seznam pomníků obětem první světové války v okrese Tábor
Seznam pomníků obětem I. světové války v okrese Tábor shromažďuje fotografie a informace o pomnících obětem první světové války nacházejících se v okrese Tábor. V prvním sloupci je název vesnice, ve které se pomník nachází. Následuje ilustrační fotografie, poté geografické souřadnice pomníku, autor (pokud je znám) a typ pomníku. Typy mohou být následující: pomník, socha, deska, kaple.
| Umístění        | Fotografie | Fotogalerie                                                     | Souřadnice | Autor | Odhalení | Popis | Typ            | Poznámky |
| --------------- | ---------- | --------------------------------------------------------------- | ---------- | ----- | -------- | ----- | -------------- | -------- |
| Jeníčkova Lhota |            |                                                                 |            |       |          |       | pomník         |          |
| Hoštice         |            |                                                                 |            |       |          |       | pomník         |          |
| Vrcholtovice    |            |                                                                 |            |       |          |       | pomník         |          |
| Vilice          |            |                                                                 |            |       |          |       | pomník         |          |
| Maršov          |            |                                                                 |            |       |          |       | socha s deskou |          |
| Dražice         |            | Kategorie „World War I memorial (Dražice)“ na Wikimedia Commons |            |       |          |       | pomník         |          |